# 石倉美智子
石倉 美智子（いしくら みちこ、1965年 - ）は、日本の現代日本文学研究者。文筆家、文章表現講師、方言（鹿児島弁）指導者。

## 人物
鹿児島県出身。1984年3月、鹿児島県立甲南高等学校卒業。1998年、専修大学大学院文学研究科博士後期課程修了。博士取得後、文筆業をしながら、高校（学習院高等科など）や大学（東京理科大学など）で講師として文章表現指導を行う。
俳優で鹿児島弁指導者の西田聖志郎に誘われ、『篤姫（NHK大河ドラマ）』の方言指導に携わる。その後、『終戦特集ドラマ・気骨の判決』（NHK、2009年8月）でも方言指導を担当する。

## 著書
- 『村上春樹サーカス団の行方』専修大学出版局、1998年10月。ISBN 4881251031。